# Thyenula ogdeni
Thyenula ogdeni är en spindelart som först beskrevs av Peckham, Peckham 1903.  Thyenula ogdeni ingår i släktet Thyenula och familjen hoppspindlar. Inga underarter finns listade i Catalogue of Life.